# James M. Tunnell
James Miller Tunnell, född 2 augusti 1879 i Sussex County, Delaware, död 14 november 1957 i Philadelphia, Pennsylvania, var en amerikansk demokratisk politiker. Han representerade delstaten Delaware i USA:s senat 1941-1947.
Tunnell arbetade som lärare och studerade sedan juridik. Han inledde 1907 sin karriär som advokat i Georgetown, Delaware.
Demokraterna i Delaware nominerade Tunnell som partiets kandidat i senatsvalet 1924. Han förlorade valet mot republikanen T. Coleman du Pont. Tunnell besegrade sittande senatorn John G. Townsend i senatsvalet 1940 med 51% av rösterna mot 47% för Townsend. Tunnell ställde upp för omval men besegrades av John J. Williams i senatsvalet 1946.
Tunnell avled 1957 och gravsattes på Blackwater Church Cemetery i Sussex County.